# Sybrinus albosignatus
Sybrinus albosignatus är en skalbaggsart som beskrevs av Stefan von Breuning 1948. Sybrinus albosignatus ingår i släktet Sybrinus och familjen långhorningar. Inga underarter finns listade i Catalogue of Life.